# Winton (Californie)
Pour les articles homonymes, voir Winton.
Winton est une census-designated place du comté de Merced, dans l'État de Californie, aux États-Unis,. En 2020, elle compte une population de 11 709 habitants.